# 플로크
플로크(Flock)는 크로미엄 기반의 소셜 네트워킹 서비스에 특화된 웹 브라우저이다. 버전 2.5 버전은 2009년 5월 19일에 출시되어 모질라 파이어폭스기반으로 제작되 게코엔진을 사용하였으나 버전 3부터는 크로미엄을 기반으로 제작되 웹 브라우저 엔진으로 웹킷을 쓰게 되었다. 마이크로소프트 윈도우, OS X, 리눅스 플랫폼을 지원한다.

## 기능
플로크 2.5는 마이스페이스, 페이스북, 유튜브, 트위터, 플리커, 블로거닷컴, Gmail, 야후! 메일 등을 포함한 소셜 네트워킹, 미디어 서비스를 통합하고 있다. 지원하는 소셜 서비스에 로그인하면, 플로크는 친구의 새 글, 프로필, 올라온 사진 등을 받아와 보여주게 된다. 버전 2.5는 트위터 검색 기능과, 여러 서비스의 상태 확인, 브라우저상에서의 페이스북 채팅 등도 가능하다.
다른 기능으로는,
- 텍스트, 링크, 사진 및 영상 공유[4]
- "미디어 바"(Media Bar)를 통한 비디오, 사진 미리보기는 물론 피드(feed) 구독[5]
- 블로그 편집기 및 구독기, 블로거닷컴과 같이 지원하는 블로그 서비스에 한해 직접 글 보내기도 가능[6]
- 웹키트 메일 구성 요소로 새 메일 쓰기, 웹 메일 서비스 상태 확인, "미디어 바"나 웹 클립보드에서 드래그 앤 드롭으로 사진이나 영상을 새 메일에 포함 가능
- 모질라 파이어폭스 확장 기능은 물론, 서드파티(third-party) 확장 기능 지원[7]

## 평가
- 다운로드닷컴은 5점 만점을 매겼다.[8]
- PC 월드의 2008년 베스트 100개 제품 목록에서 6위에 선정되었다.[9]

## 같이 보기
- 웹 브라우저 목록
- 푸시 기법